# Альте-Донау
Альте-Донау (нем. Alte Donau) — старица Дуная в Вене, Австрия. Расположена слева по течению (к северо-востоку) от современного русла реки, непосредственной связи с ним больше не имеет. Озеро делится на две сообщающиеся части Кагранским мостом. На небольшом участке акватории с прилегающими берегами на северо-западе организован Флоридсдорфский водный парк. Площадь поверхности озера — 1,433 км². Размеры — 5,5 на 0,39 км, длина береговой линии — 17 км. Объём воды — 3548,6 тыс. м³. Глубина достигает 7 метров, средняя равна 2,5 метрам. Лежит на высоте 156,7 метра над уровнем моря.

## История
Раньше в районе Вены Дунай разделялся на множество рукавов, образуя широкую пойму. Течение менялось после каждого наводнения, прокладывая новые русла, что делало создание капитальных мостов в этом районе невозможным. К началу XVIII века нынешний Альте-Донау стал основным рукавом. В рамках регулирования Дуная в 1870—1875 годах, он был отрезан от нововыкопанного русла, где Дунай протекает и поныне. Подпитывается практически только грунтовыми водами.
Раньше, пока Альте-Донау был частью реки, на нем было много плавучих водяных мельниц. Позднее здесь был построен первый австрийский дунайский пароход «Франц I». Уже после образования озера, предприятие Lohner-Werke опробовало на нем гидропланы.

## Рекреационное использование
Альте-Донау активно используется для отдыха, в том числе купания, катания на яликах, водных лыжах, гребли. На озере существует несколько марин, предоставляющих различные виды лодок напрокат. Спокойные воды озера подходят для занятий парусным спортом начинающим, хотя из-за окрестных высотных зданий (Донау-сити, Город ООН) ветер здесь может быть порывистым.
Зимой Альте-Донау иногда замерзает и может использоваться для катания на коньках. Правда, даже при очень низкой температуре, толщина ледового покрова трудноконтролируема, и риск провалиться всегда существует. Некоторые источники подземных вод достаточно теплые и могут вызывать быстрое таяние льда снизу.
Альте-Донау располагается практически в центре города, поэтому легкодоступен, в том числе по трем веткам метро (U1, U2 и U6).

## Галерея

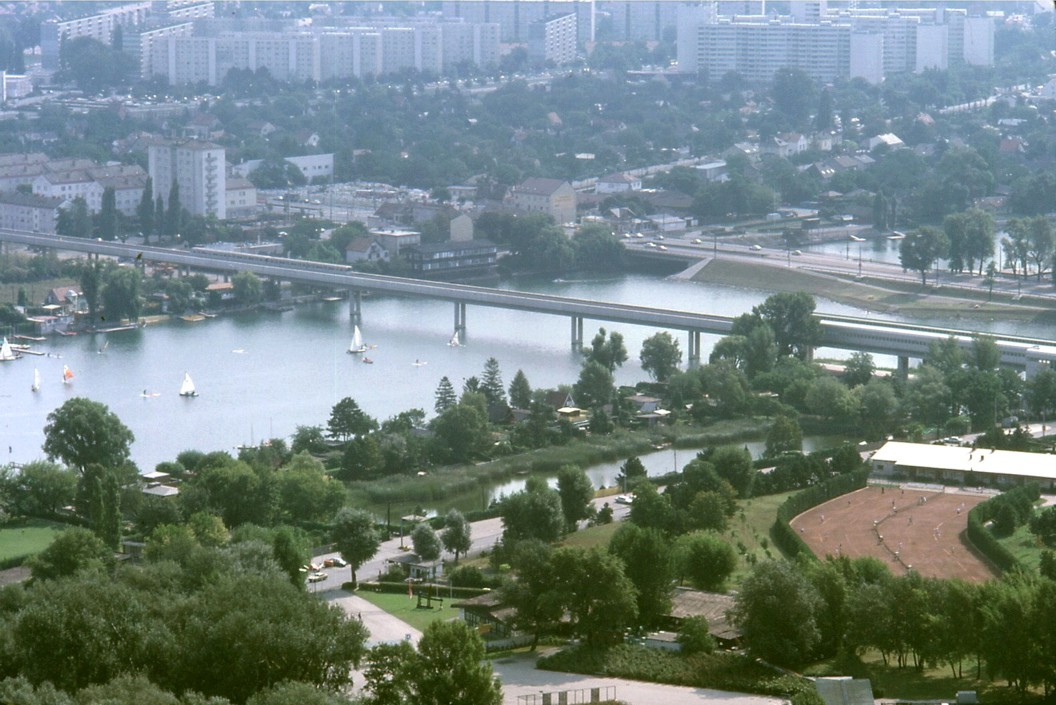
Вид с Донаутурма
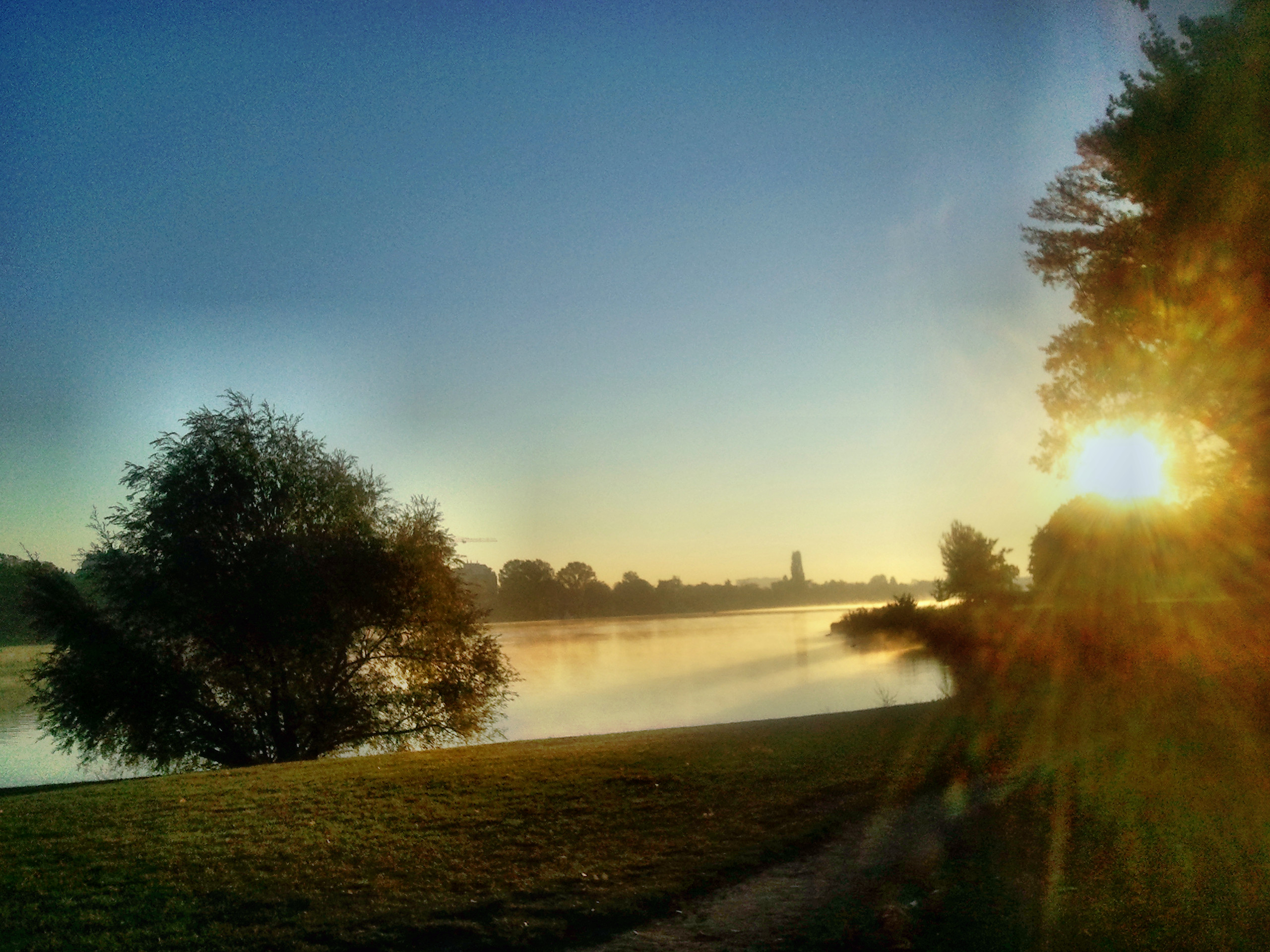
Верхний Альте-Донау утром
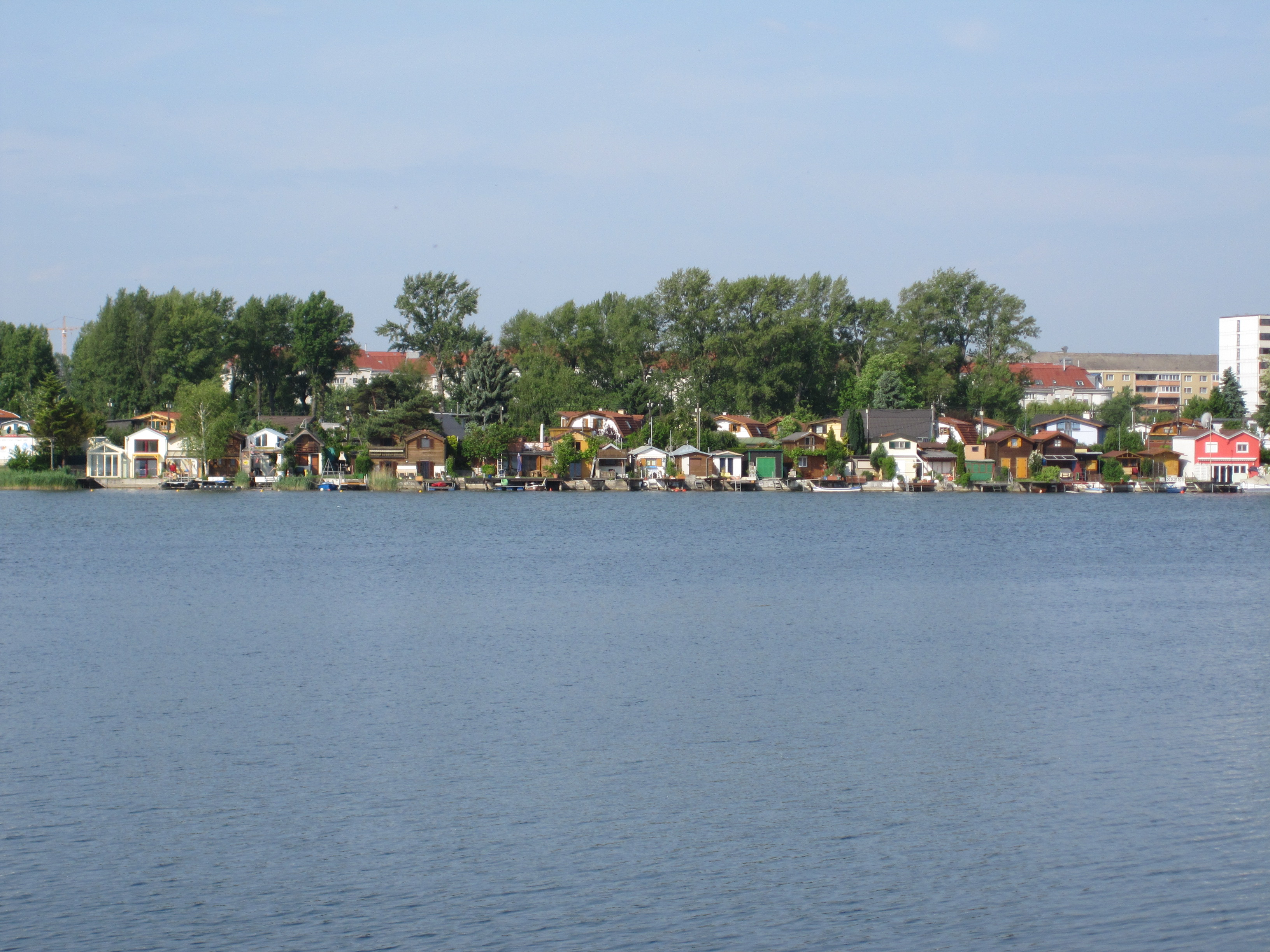
Нижний Альте-Донау
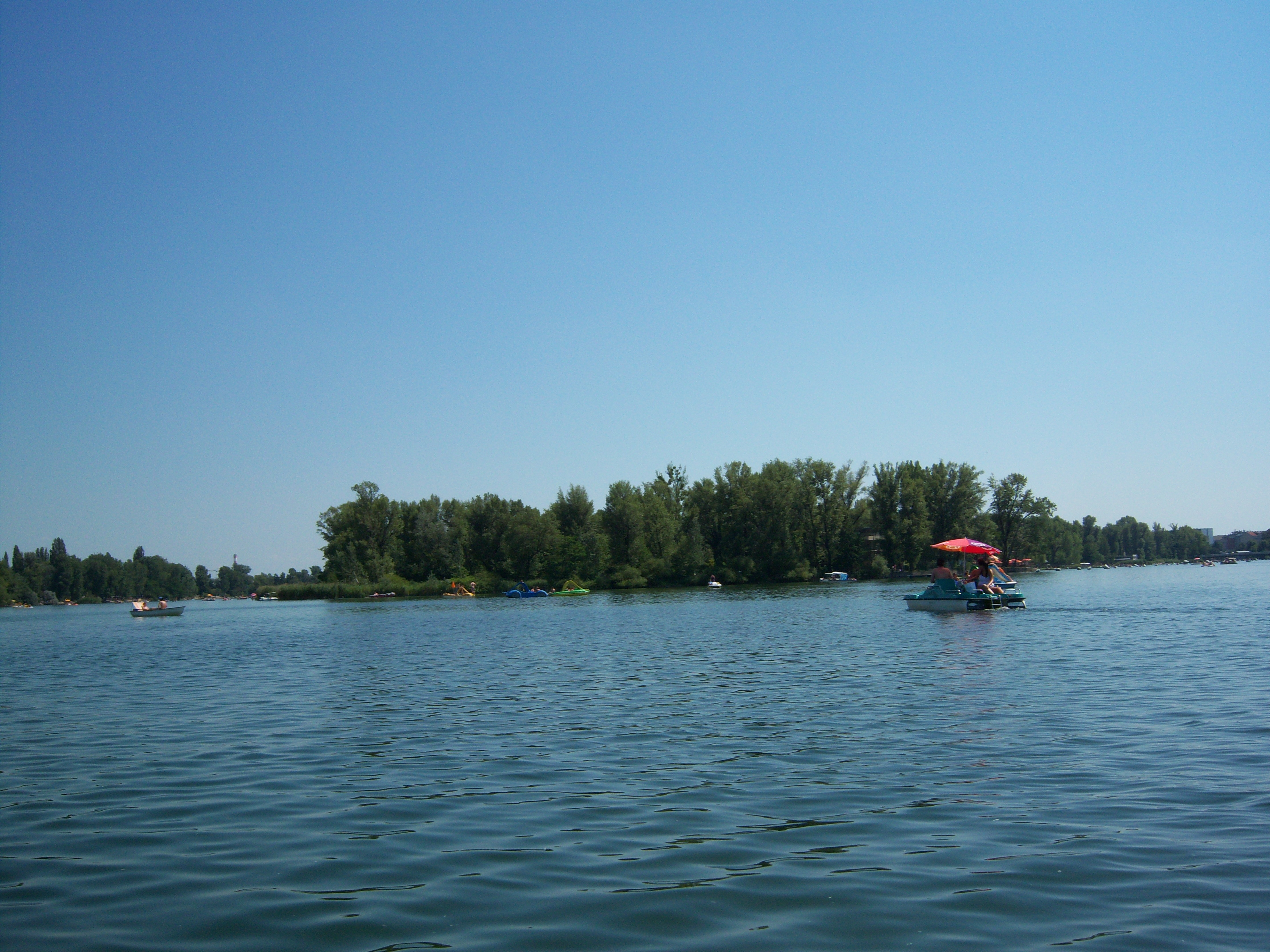
Гроссес-Гензехойфель — остров на озере
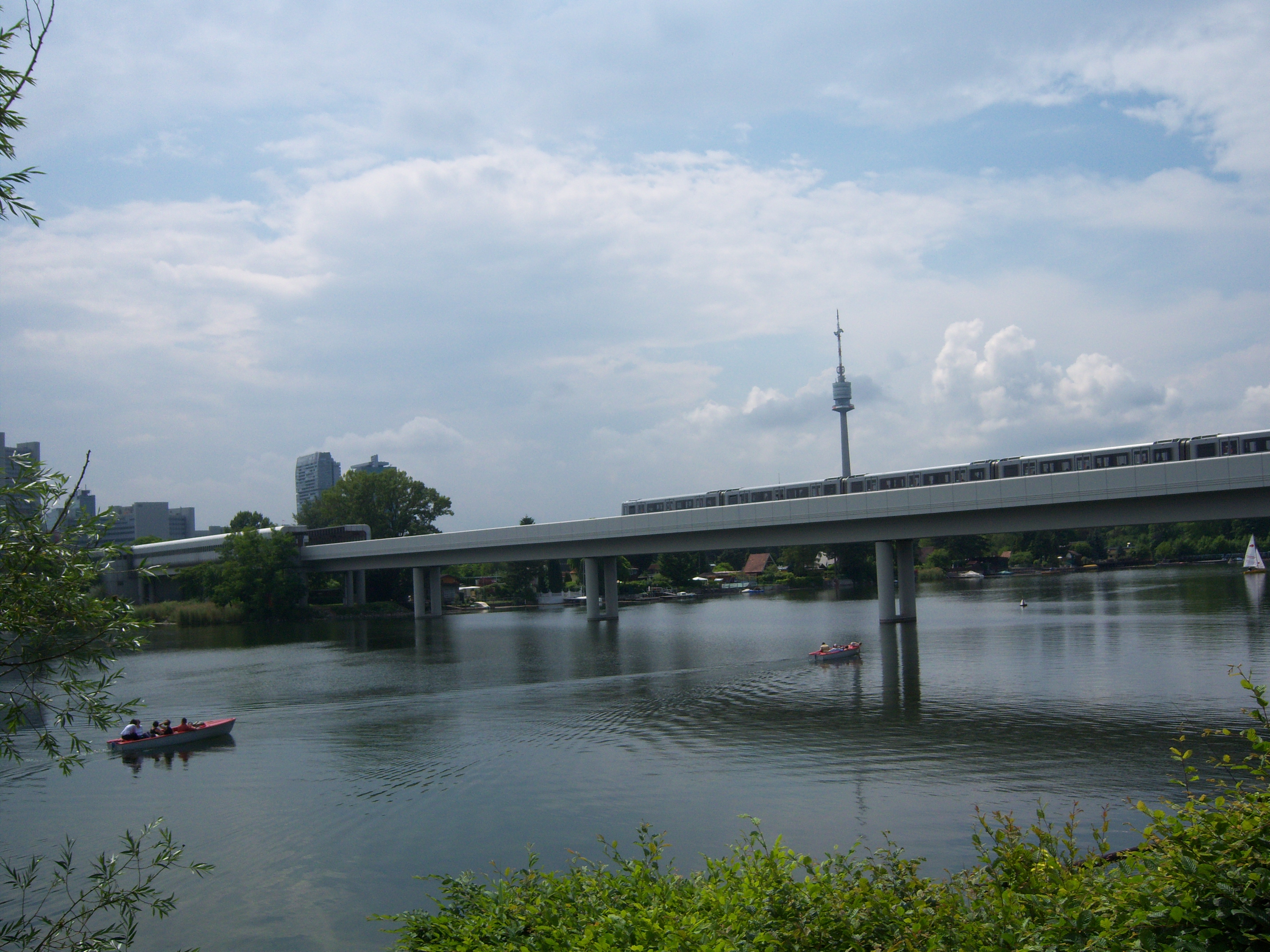
Мост первой линии метро
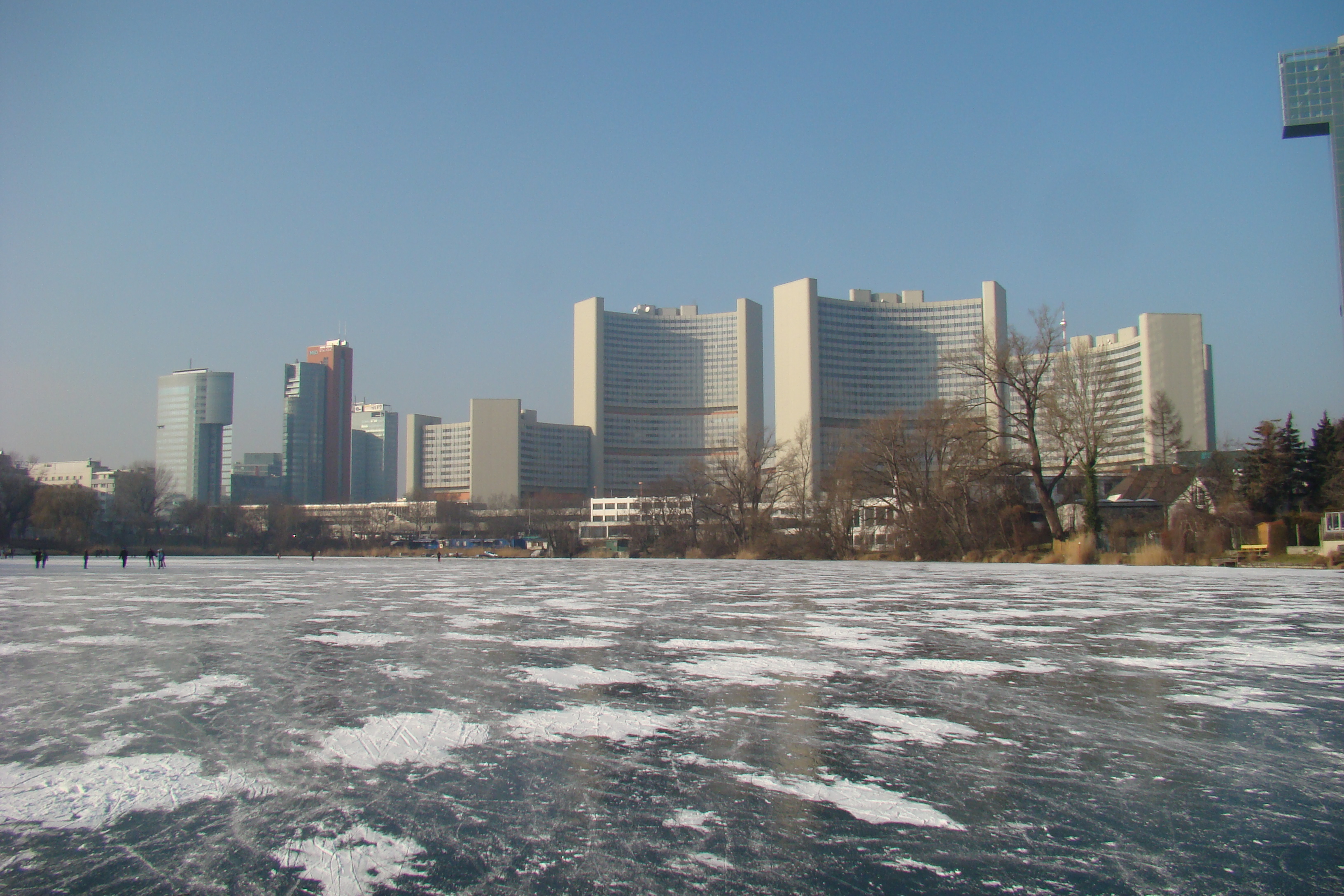
Залив Кайзервассер зимой